# 블라디미르 즈다노프
블라디미르 이바노비치 즈다노프(러시아어: Владимир Иванович Жданов, 1902년 4월 29일 ~ 1964년 10월 19일)은 소련군 전차 부대의 중장이다.